# Cool Cat (Looney Tunes)
Cool Cat (Gato Sofisticado no Brasil) é um personagem de desenho animado fictício criado pelo diretor Alex Lovy para a Warner Bros.-Seven Arts Animation. Ele foi a estrela final dos desenhos animados originais da Warner Bros. Sua primeira aparição foi no curta de mesmo nome Cool Cat em 1967. Ele foi dublado por Larry Storch. Robert McKimson assumiu a direção dos dois últimos desenhos desta série.
Em 1967, Jack L. Warner reorganizou o departamento de animação da Warner Bros. e contratou Lovy da Hanna-Barbera Productions para criar novos personagens para a Warner. Os dois que Lovy criou foram Gato Sofisticado e Merlin the Magic Mouse.
Gato Sofisticado é um tigre de bengala (cujo design era muito semelhante ao da Pantera Cor de Rosa e Leão da Montanha) que usava uma elegante boina verde e cachecol. Ao contrário da maioria dos outros personagens de Looney Tunes,Gato Sofisticado era um produto de seu tempo. Ele falava com gírias beatnik ao estilo dos anos 1960 e agia como um adolescente descontraído e estereotipado dos anos 1960 – ele era frequentemente visto dedilhando um violão ou viajando pelo país em seu buggy. Um desenho animado - Bugged by a Bee, de McKimson - o mostrava como um ex-aluno de "Disco Tech" jogando futebol do time do colégio contra o time de cabelos compridos da "Hippie University".

## Ligações Extermas
- Cool Cat na Toonopedia